# Graham Dorrans
Graham Dorrans, né le 5 mai 1987 à Glasgow, est un footballeur international écossais qui évolue au poste de milieu de terrain au Johnstone Burgh FC.